# خوسيه جولييان خيمينيز
خوسيه جولييان خيمينيز (بالإنجليزية: Jose Julian Jiménez)‏ هو ملحن أمريكي وكوبي، ولد في 9 يناير 1823، وتوفي في 1880.